# 石堡川水库
石堡川水库是中国陕西省渭南市澄城县境内的一座水库，位于盘曲河上，建于1973年。水库正常库容为3200万立方米，集雨面积为820平方千米，海拔为923米。